# لیولا (فیلم)
لیولا (ایتالیایی: Liolà) فیلمی ایتالیایی در سبک کمدی به کارگردانی آلساندرو بلازتی محصول سال ۱۹۶۳ است. این فیلم بر اساس نمایشنامه کمدی لیولا اثر لوئیجی پیراندلو ساخته شده‌است. این فیلم در ایالات متحده با عنوان مردی بسیار چیره‌دست (انگلیسی: A Very Handy Man) در سال ۱۹۶۶ منتشر شد.

## بازیگران
- اوگو تونیاتسی در نقش لیولا
- جووانا رالی در نقش توتسا آتسارا
- آنوک امه در نقش میتا
- الیزا کگانی در نقش چزا
- ویرا درودی